# Air Defender 23

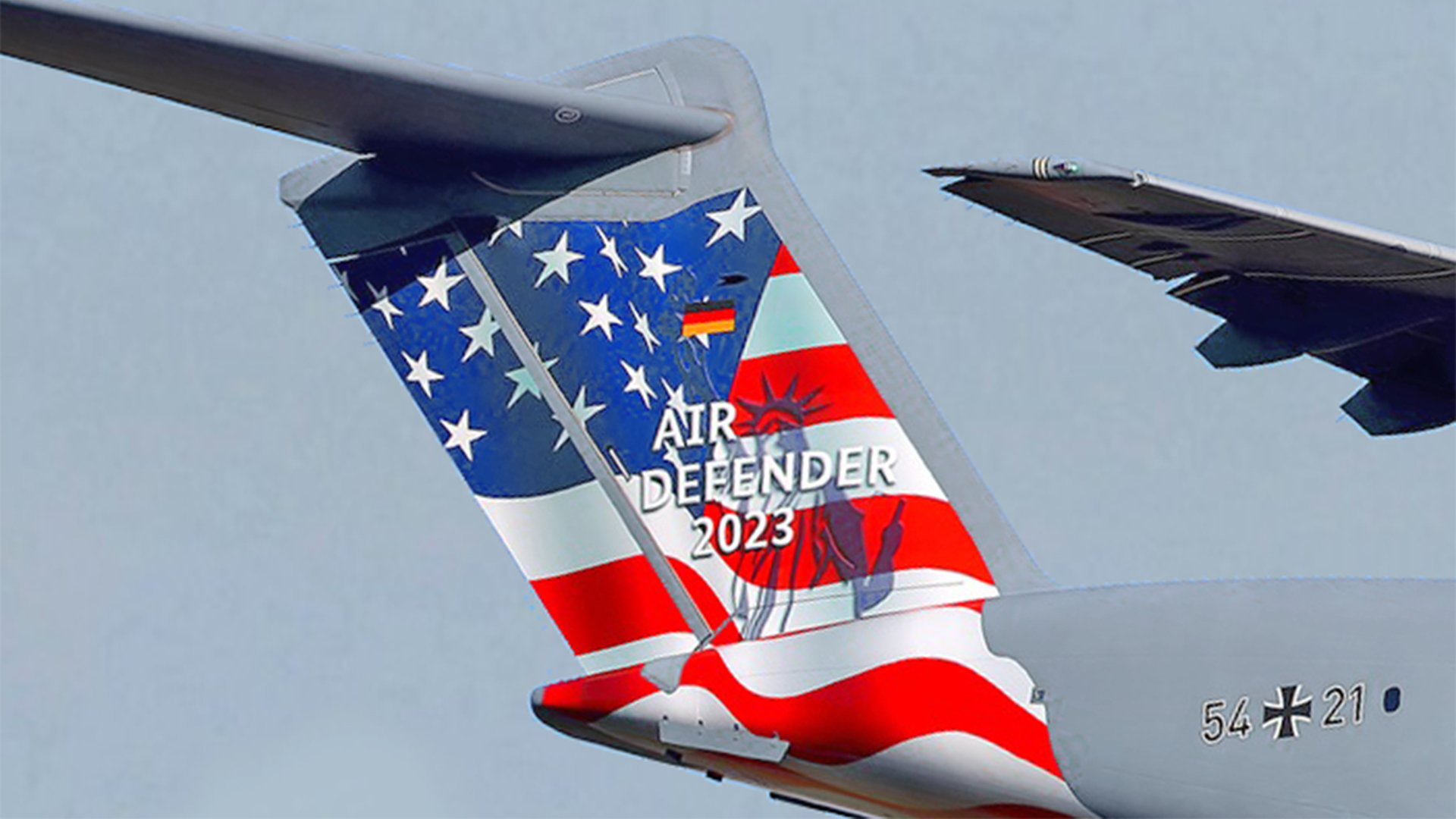
Airbus A400M "54 21" de la Fuerza Aérea con Air Defender 2023 Pintura especial

Air Defender 23 es el nombre de una maniobra importante de las fuerzas armadas de los Estados miembros de la OTAN y otros países europeos en el espacio aéreo europeo en 2023. Aunque el defensor de aire 23 no es un ejercicio de la OTAN, sino que se inicia el Bundeswehr, es el mayor ejercicio de las fuerzas aéreas anunciadas desde que se anunció la OTAN. En la maniobra, que se lleva a cabo del 12 de junio al 23 de junio de 2023, que tiene lugar en el espacio aéreo de la República Federal de Alemania y se mantiene bajo el liderazgo de la Fuerza Aérea alemana, hasta 10,000 soldados de 250 aviones de 20 hasta 23 tipo de aeronave diferente.

## Un estado involucrado en Air Defender 23
- Alemania
- Bélgica
- Bulgaria
- Croacia
- Dinamarca
- Eslovenia
- Estonia
- España
- Estados Unidos
- Finlandia
- Francia
- Grecia
- Hungría
- Italia
- Japón
- Letonia
- Lituania
- Luxemburgo
- Noruega
- Países Bajos
- Polonia
- Reino Unido
- República Checa
- Rumania
- Suecia
- Türkiye

## Avión en Air Defender 23
Según el Bundeswehr, los siguientes aviones y drones se usan en la maniobra:
- Panavia Tornado
- Eurofighter Typhoon
- A400M
- F-16 Fighting Falcon
- A-10 Thunderbolt II
- F-35 Lightning II
- C-130 Hercules
- MQ-9 Reaper
- F/A-18C/D Hornet
- F-15
- C-17
- B-1
- KC-46
- C-27J
- C-2
- JAS 39 Gripen C/D
- DA 20 Falcon
- KC-135 Stratotanker
- C295M